# Tocumwal
Tocumwal (1 527 habitants) est une localité su sud de la Riverina, en Nouvelle-Galles du Sud en Australie.
Elle est située sur la rive nord du fleuve Murray, à 210 km au nord de Melbourne.
Le nom de la ville est d'origine aborigène et voudrait dire "le grand trou dans le fleuve".
Avant l'arrivée des européens, la région était occupée par les populations aborigènes Ulupna et Bangarang. Les premiers éleveurs s'y installèrent dans les années 1840 et la ville, créée en 1860 fut longtemps un poste de douane entre les colonies Victoria et Nouvelle-Galles du Sud.
Une ligne de chemin de fer de largeur normale en provenance de la Nouvelle-Galles du Sud atteignit la ville en 1898, une, de grande largeur, venant de l'État de Victoria y arriva en 1908 et la ville fut un lieu de transbordement entre les deux largeurs de voie jusqu'à la fermeture de la ligne nord en 1980.
Depuis la seconde guerre mondiale la ville abrite une base aérienne et un centre de formation des pilotes des forces aériennes australiennes.
C'est à Tocumwal qu'aurait été pêchée la plus grande morue de Murray australienne.

## Galerie

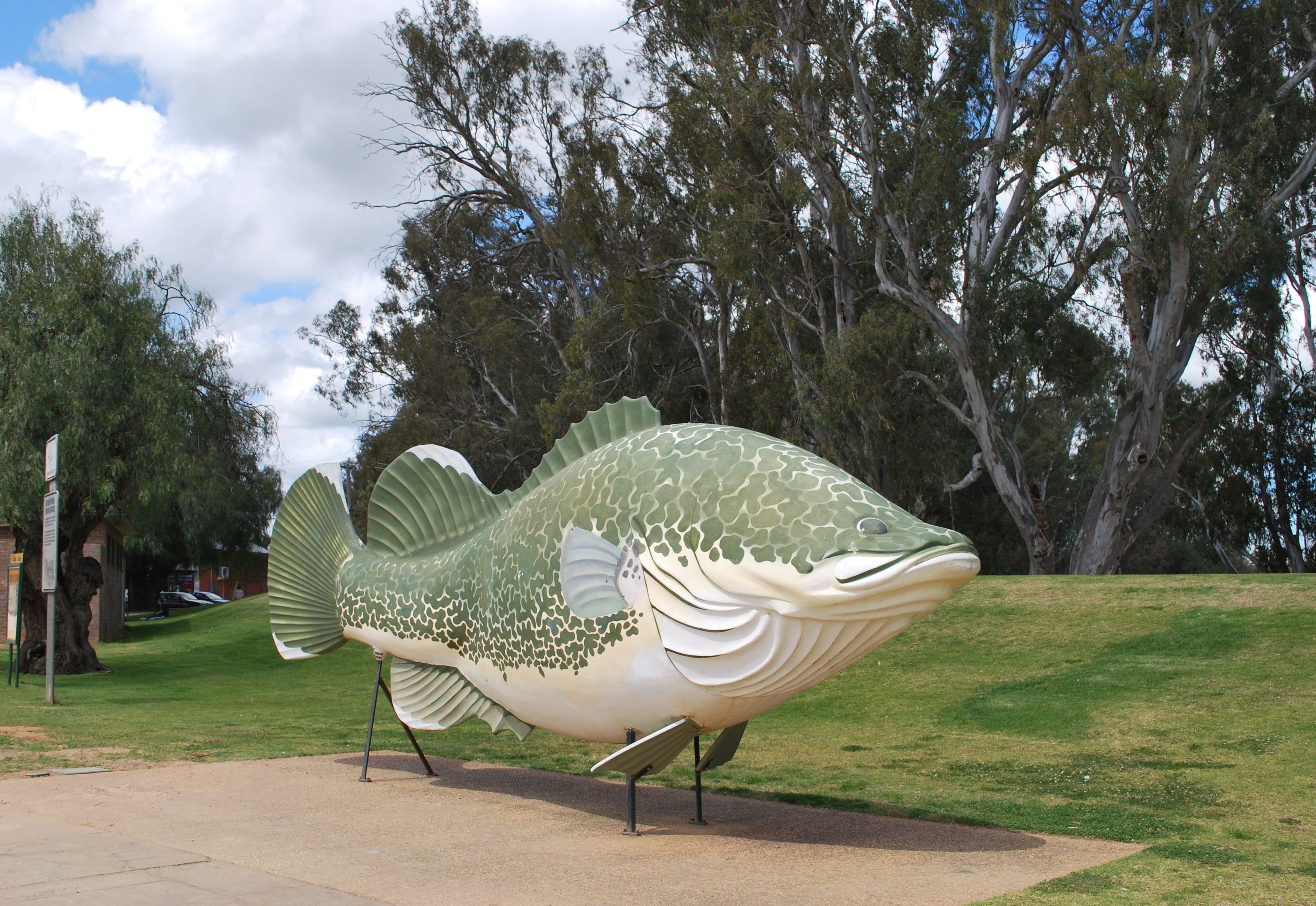
La morue de Murray de Tocumwal
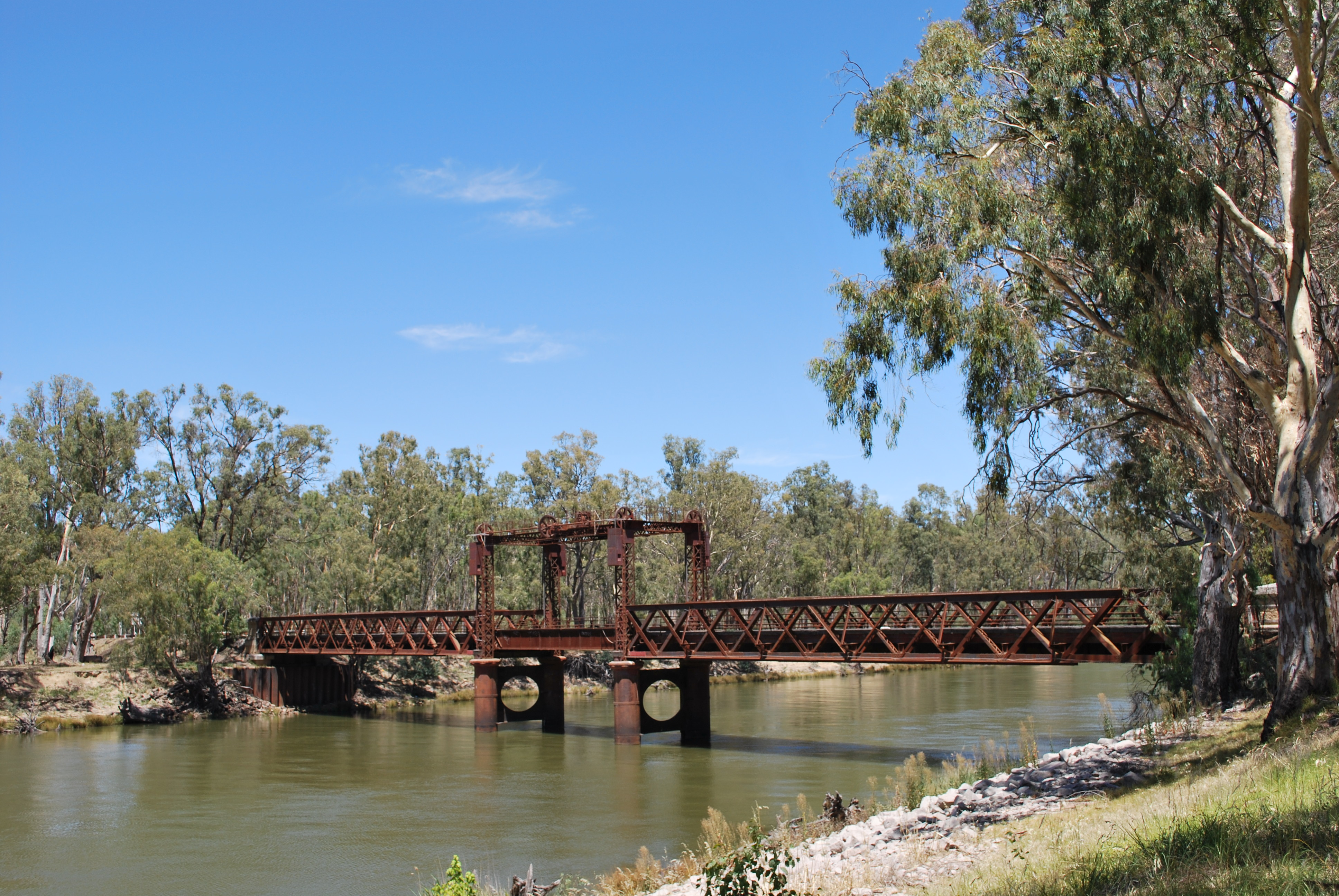
L'ancien pont de chemin de fer sur le Murray